# Élections au Parlement de Catalogne de 1992
Les élections au Parlement de Catalogne de 1992 (en catalan : Eleccions al Parlament de Catalunya de 1992, en espagnol : Elecciones al Parlamento de Cataluña de 1992) se tiennent le dimanche 15 mars 1992, afin d'élire les 135 députés de la IVe législature du Parlement de Catalogne pour un mandat de quatre ans.

## Mode de scrutin
Le Parlement de Catalogne (Parlament de Catalunya) est une assemblée parlementaire monocamérale constituée de 135 députés (diputats) élu pour une législature de quatre ans au suffrage universel direct selon les règles du scrutin proportionnel d'Hondt par l'ensemble des personnes résidant dans la communauté autonome où résidant momentanément à l'extérieur de celle-ci, si elles en font la demande.
La communauté autonome de Catalogne ne s'étant pas dotée d'une loi électorale propre, la quatrième disposition transitoire du statut d'autonomie dispose que le Parlement est élu dans les mêmes conditions que le Congrès des députés. Elle précise par ailleurs que « Les circonscriptions électorales seront les quatre provinces de Barcelone, Gérone, Lérida et Tarragone. Le Parlement de Catalogne sera composé par 135 députés, desquels la circonscription de Barcelone élira un député pour 50 000 habitants, avec au plus 85 députés. Les circonscriptions de Gérone, Lérida et Tarragone éliront au moins six députés, plus un par tranche de 40 000 habitants, obtenant respectivement 17, 15 et 18 députés. ».
Les bulletins blancs sont considérés comme des suffrages valides, entrant ainsi en ligne de compte dans la détermination des listes ayant franchi le seuil électoral. En revanche, ils ne sont pas considérés comme des suffrages exprimés et ne sont donc pas pris en compte pour la répartition des sièges.

### Présentation des candidatures
Peuvent présenter des candidatures
- les partis ou fédérations politiques enregistrées auprès du registre des partis politiques du ministère de l'Intérieur ;
- les coalitions électorales de ces mêmes partis ou fédérations dûment constituées et inscrites auprès de la commission électorale au plus tard 10 jours après la convocation du scrutin ;
- et les regroupements d'électeurs bénéficiant du parrainage d'au moins 1 % des inscrits de la circonscription.

### Répartition des sièges
Seules les listes ayant recueilli au moins 3 % des suffrages valides — incluant les bulletins blancs — peuvent participer à la répartition des sièges à pourvoir dans une circonscription, qui s'organise en suivant différentes étapes : 
- les listes sont classées en une colonne par ordre décroissant du nombre de suffrages obtenus ;
- les suffrages de chaque liste sont divisés par 1, 2, 3... jusqu'au nombre de députés à élire afin de former un tableau ;
- les mandats sont attribués selon l'ordre décroissant des quotients ainsi obtenus[3].

Lorsque deux listes obtiennent un même quotient, le siège est attribué à celle qui a le plus grand nombre total de voix ; lorsque deux candidatures ont exactement le même nombre total de voix, l'égalité est résolue par tirage au sort et les suivantes de manière alternative.

## Campagne

### Principales forces politiques
| Force politique | Force politique                                                         | Force politique | Chef de file                             | Idéologie                                                                     | Résultats en 1988          |
| --------------- | ----------------------------------------------------------------------- | --------------- | ---------------------------------------- | ----------------------------------------------------------------------------- | -------------------------- |
|                 | Convergence et Union Convergència i Unió                                | CiU             | Jordi Pujol (Président de la Généralité) | Centre droit Libéralisme, démocratie chrétienne, catalanisme                  | 45,7 % des voix 69 députés |
|                 | Parti des socialistes de Catalogne Partit dels Socialistes de Catalunya | PSC             | Raimon Obiols                            | Centre gauche Social-démocratie, progressisme, catalanisme                    | 29,8 % des voix 42 députés |
|                 | Initiative pour la Catalogne Iniciativa per Catalunya                   | IC              | Rafael Ribó (ca)                         | Gauche Écosocialisme, républicanisme, catalanisme                             | 7,8 % des voix 9 députés   |
|                 | Parti populaire Partit Popular                                          | PP              | Aleix Vidal-Quadras                      | Centre droit à droite Libéral-conservatisme, démocratie chrétienne, unionisme | 5,3 % des voix 6 députés   |
|                 | Gauche républicaine de Catalogne Esquerra Republicana de Catalunya      | ERC             | Àngel Colom (ca)                         | Gauche Socialisme démocratique, républicanisme, indépendantisme               | 4,1 % des voix 6 députés   |
|                 | Centre démocratique et social Centre Democràtic i Social                | CDS             | Teresa Sandoval                          | Centre Libéralisme, social-libéralisme, démocratie chrétienne                 | 3,8 % des voix 3 députés   |

## Résultats

### Total régional
| Représentation en hémicycle sur un axe gauche-droite du résultat. |                                                                   |           |       |      |        |               |
| Partis                                                            | Partis                                                            | Voix      | %     | +/-  | Sièges | +/-           |
|                                                                   | Convergence et Union (CiU)                                        | 1 221 233 | 46,19 | 0,47 | 70     | 1             |
|                                                                   | Parti des socialistes de Catalogne (PSC)                          | 728 311   | 27,55 | 2,23 | 40     | 2             |
|                                                                   | Gauche républicaine de Catalogne (ERC)                            | 210 366   | 7,96  | 3,82 | 11     | 5             |
|                                                                   | Initiative pour la Catalogne (IC)                                 | 171 794   | 6,50  | 1,26 | 7      | 2             |
|                                                                   | Parti populaire (PP)                                              | 157 772   | 5,97  | 0,66 | 7      | 1             |
|                                                                   | Centre démocratique et social (CDS)                               | 24 033    | 0,91  | 2,92 | 0      | 3             |
|                                                                   | Parti des communistes de Catalogne (PCC) (ca)                     | 22 181    | 0,84  | Abs  | 0      | en stagnation |
|                                                                   | Les Verts-Union verte (EV-UV) (ca)                                | 14 041    | 0,53  | 0,23 | 0      | en stagnation |
|                                                                   | Groupement Ruiz Mateos (RUIZ-MATEOS) (ca)                         | 13 067    | 0,49  | Nv   | 0      | en stagnation |
|                                                                   | Alternative verte-Mouvement écologiste de Catalogne (AV MEC) (ca) | 10 323    | 0,39  | 0,22 | 0      | en stagnation |
|                                                                   | Parti socialiste des travailleurs (PST) (ca)                      | 10 270    | 0,39  | 0,18 | 0      | en stagnation |
|                                                                   | Les Écologistes (LE) (ca)                                         | 9 879     | 0,37  | 0,05 | 0      | en stagnation |
|                                                                   | Autres listes                                                     | 19 548    | 0,74  | –    | 0      | en stagnation |
|                                                                   | Blanc                                                             | 31 092    | 1,18  | 0,55 |        |               |
|                                                                   |                                                                   |           |       |      |        |               |
| Votes valides                                                     | Votes valides                                                     | 2 643 910 | 99,58 |      |        |               |
| Votes nuls                                                        | Votes nuls                                                        | 11 141    | 0,42  |      |        |               |
| Total                                                             | Total                                                             | 2 655 051 | 100   | –    | 135    | en stagnation |
| Abstentions                                                       | Abstentions                                                       | 2 184 020 | 45,13 |      |        |               |
| Inscrits / Participation                                          | Inscrits / Participation                                          | 4 839 071 | 54,87 |      |        |               |

### Par circonscription
| Circonscription | Circonscription | Barcelone | Barcelone | Barcelone | Barcelone     | Gérone  | Gérone  | Gérone | Gérone        | Lérida  | Lérida  | Lérida | Lérida        | Tarragone | Tarragone | Tarragone | Tarragone     |
| --------------- | --------------- | --------- | --------- | --------- | ------------- | ------- | ------- | ------ | ------------- | ------- | ------- | ------ | ------------- | --------- | --------- | --------- | ------------- |
|                 |                 |           |           |           |               |         |         |        |               |         |         |        |               |           |           |           |               |
| Sièges          | Sièges          | 85        | 85        | 85        | en stagnation | 17      | 17      | 17     | en stagnation | 15      | 15      | 15     | en stagnation | 18        | 18        | 18        | en stagnation |
|                 |                 |           |           |           |               |         |         |        |               |         |         |        |               |           |           |           |               |
|                 |                 | Nombre    | Nombre    | %         | %             | Nombre  | Nombre  | %      | %             | Nombre  | Nombre  | %      | %             | Nombre    | Nombre    | %         | %             |
| Inscrits        | Inscrits        | 3 722 928 | 3 722 928 | 100,00    | 100,00        | 403 374 | 403 374 | 100,00 | 100,00        | 287 728 | 287 728 | 100,00 | 100,00        | 425 041   | 425 041   | 100,00    | 100,00        |
| Abstentions     | Abstentions     | 1 736 207 | 1 736 207 | 46,64     | 46,64         | 153 931 | 153 931 | 38,16  | 38,16         | 114 737 | 114 737 | 39,88  | 39,88         | 179 145   | 179 145   | 42,15     | 42,15         |
| Votants         | Votants         | 1 986 721 | 1 986 721 | 53,36     | 53,36         | 249 443 | 249 443 | 61,84  | 61,84         | 172 991 | 172 991 | 60,12  | 60,12         | 245 896   | 245 896   | 57,85     | 57,85         |
| Nuls            | Nuls            | 6 716     | 6 716     | 0,34      | 0,34          | 1 472   | 1 472   | 0,59   | 0,59          | 954     | 954     | 0,55   | 0,55          | 1 999     | 1 999     | 0,81      | 0,81          |
| Exprimés        | Exprimés        | 1 980 005 | 1 980 005 | 99,66     | 99,66         | 247 971 | 247 971 | 99,41  | 99,41         | 172 037 | 172 037 | 99,45  | 99,45         | 243 897   | 243 897   | 99,19     | 99,19         |
|                 |                 |           |           |           |               |         |         |        |               |         |         |        |               |           |           |           |               |
| Partis          | Partis          | Voix      | %         | Sièges    | +/−           | Voix    | %       | Sièges | +/−           | Voix    | %       | Sièges | +/−           | Voix      | %         | Sièges    | +/−           |
|                 | CiU             | 882 758   | 44,58     | 41        | 2             | 134 621 | 54,29   | 11     | en stagnation | 92 210  | 53,69   | 9      | en stagnation | 111 644   | 45,78     | 9         | 1             |
|                 | PSC             | 572 036   | 28,89     | 27        | 1             | 54 085  | 21,81   | 4      | 1             | 37 551  | 21,83   | 4      | en stagnation | 64 639    | 26,50     | 5         | en stagnation |
|                 | ERC             | 142 381   | 7,19      | 6         | 3             | 28 764  | 11,60   | 2      | 1             | 16 839  | 9,79    | 1      | en stagnation | 22 382    | 9,18      | 2         | 1             |
|                 | IC              | 146 937   | 7,42      | 6         | 2             | 8 333   | 3,36    | 0      | en stagnation | 4 946   | 2,87    | 0      | en stagnation | 11 578    | 4,75      | 1         | en stagnation |
|                 | PP              | 117 409   | 5,93      | 5         | 1             | 9 817   | 3,96    | 0      | en stagnation | 11 824  | 6,87    | 1      | en stagnation | 18 722    | 7,68      | 1         | en stagnation |
|                 | CDS             | 19 505    | 0,99      | 0         | 3             | 1 391   | 0,56    | 0      | en stagnation | 1 247   | 0,72    | 0      | en stagnation | 1 890     | 0,77      | 0         | en stagnation |
|                 | Autres          | 147 039   | 7,17      |           |               | 7 958   | 3,21    |        |               | 5 217   | 3,03    |        |               | 9 866     | 4,05      |           |               |
|                 | Blanc           | 22 711    | 1,15      | 3 002     | 1,21          | 2 203   | 1,28    | 3 176  | 1,30          |         |         |        |               |           |           |           |               |